# Empoasca deckeri
Empoasca deckeri är en insektsart som beskrevs av Ross och Cunningham 1960. Empoasca deckeri ingår i släktet Empoasca och familjen dvärgstritar. Inga underarter finns listade i Catalogue of Life.